# Hatton (Washington)
Hatton és una població dels Estats Units a l'estat de Washington. Segons el cens del 2000 tenia 98 habitants.

## Demografia
Segons el cens del 2000, Hatton tenia 98 habitants, 32 habitatges, i 24 famílies. La densitat de població era de 102,3 habitants per km².
Dels 32 habitatges en un 43,8% hi vivien nens de menys de 18 anys, en un 65,6% hi vivien parelles casades, en un 3,1% dones solteres, i en un 25% no eren unitats familiars. En el 25% dels habitatges hi vivien persones soles el 9,4% de les quals corresponia a persones de 65 anys o més que vivien soles. El nombre mitjà de persones vivint en cada habitatge era de 3,06 i el nombre mitjà de persones que vivien en cada família era de 3,58.
Per edats la població es repartia de la següent manera: un 33,7% tenia menys de 18 anys, un 12,2% entre 18 i 24, un 24,5% entre 25 i 44, un 20,4% de 45 a 60 i un 9,2% 65 anys o més.
L'edat mediana era de 32 anys. Per cada 100 dones de 18 o més anys hi havia 109,7 homes.
La renda mediana per habitatge era de 29.375 $ i la renda mediana per família de 34.583 $. Els homes tenien una renda mediana de 26.875 $ mentre que les dones 22.083 $. La renda per capita de la població era de 9.806 $. Aproximadament l'11,1% de les famílies i el 21,2% de la població estaven per davall del llindar de pobresa.

## Poblacions més properes
El següent diagrama mostra les poblacions més properes.